# Felgueiras
Felgueiras là một huyện thuộc tỉnh Porto, Bồ Đào Nha. Huyện này có diện tích 116 km², dân số thời điểm năm 2001 là 57595 người.